# تفتناز
تفتناز بلدة سورية وناحية إدارية في منطقة إدلب التابعة لمحافظة إدلب في شمال غرب سوريا. يَبلغ عدد سكانها حوالي 14,000 نسمة، أول من أسسها عائلة آل جعفر ثم توافدت العائلات الأخرى إلى البلدة.

## الموقع
تقع ناحية تفتناز في الشمال الشرقي من مدينة إدلب وتبعد عنها حوالي 17 كم وتقع على الطريق الواصل بين حلب وإدلب وتقع في الجهة الجنوبية الغربية لمدينة حلب وتبعد عنها حوالي 43 كم".
وتقع البلدة على خط طول (36,47) شرق غرينتش وعلى درجة العرض (35,59) شمال خط الاستواء.
تبلغ مساحة بلدة تفتناز 2597هكتار منها 2447 هكتار أراضي زراعية.

## الحدود
تحد البلدة من الناحية الجنوبية الشرقية قرية الطلحية ومن الناحية الجنوبية آفس ومن الناحية الغربية تحدها بنش وطعوم. أما من الناحية الشمالية الغربية فتحدها الصواغية ومن الشمال تحدها شللخ ومن الجهة الشمالية الشرقية تحدها معارة النعسان ومن الجهة الشرقية تحدها الأربيخ ويوجد إلى الجنوب من البلدة مطار عسكري.

## المساحة
تبلغ مساحة بلدة تفتناز 2597 هكتار منها 150 هكتار داخل المخطط التنظيمي و2447 هكتار أراضي زراعية.

## لمحة تاريخية
يعتقد أن تفتناز كانت تسمى دريب وهي منطقة الآلهة لإيبلا وبعد أن دمرت إيبلا انقطع السكن فيها. ومنذ حوالي 600 سنة جاءت عائلة آل جعفر وسكنت في جنوب البلدة في منطقة أرض تيزر قرب وادي سان وعندما شعرت بالخطر نتيجة فيضان هذا الوادي في أحد مواسم السنة انتقلت هذه العائلة إلى مكان البلدة الحالي واستقرت فيه وأصبحت البلدة معمورة،"وقد وجد فيها وتحديداً في منطقة الرام الذي يقع في وسط البلدة نصب يمثل الإله ( هدد ) إله العاصفة والرياح عند الآراميين كما وجد نصب يمثل آلهة الخصب والجمال( عشتار ) عند الآراميين وهذه الآثار وجدت في عام 1959 م قبل أن تصبح إدلب محافظة بعام واحد ونقلت إلى المتحف الوطني بحلب وهذا ما أدلى به المرحوم نسيب صليبا مدير التنقيب والدراسات في المديرية العامة للآثار والمتاحف بدمشق.

## تسميتها
هناك عدة آراء في تسمية البلدة ففي حين يذهب خير الدين الأسدي إلى أن اسمها مكون من شقين (تفتا) وتعني النسيج المتقدم و(ناز) وتعني اسم بلد وبذلك يصبح معنى اسمها بلد الحرير، يرى اخرون أن كلمة تفتناز منقسمة إلى قسمين: الأولى (تفت) وتعني الشرق و(ناز) السوق وعلى هذا يتم تركيبها بالسوق الشرقي مقارنة مع أرمناز السوق الغربي على اعتبار أن معنى (أر) الغرب. وبلدة تفتناز بلدة قديمة تحكي قصة قرون مضت على أرضها فهي تقع على طريق الحرير الذي يأتي من الجنوب الشرقي ماراً في وسطها حتى يصل إلى شواطئ البحر المتوسط وإلى ميناء أنطاكية.

## العوامل المؤثرة في نشوء البلدة
1. العوامل الطبيعية المؤثرة في نشوء البلدة:
1-1 المناخ:
تتميز ناحية تفتناز بصيفها الحار حيث متوسط حرارة الصيف فيها(29ـ37)درجة مئوية وشتاؤها الدافئ (5ـ8)درجة مئوية وبذلك فإن معدل حرارتها السنوي مابين(16ـ 18)و الرياح السائدة فيها غربية وجنوبية غربية متوسط سرعتها(1ـ 3)م/ثا وتهبط الرطوبة في تفتناز مقارنة مع مناطق غرب إدلب حيث تصل إلى 35% وتقع الناحية ضمن الإقليم شبه الجاف ويبلغ معدل هطول الأمطار( 350 ـ 400 ) ملم وفترة الشتاء تبدأ من بداية تشرين الأول إلى نهاية شباط وبعدها تبدأ فترة الربيع من أوائل نيسان إلى أواخر حزيران وبعدها يبدأ المناخ الحار حيث تصل الحرارة في شهر آب إلى 40 درجة مئوية في الظل وهو أحر الشهور وقد لعب المناخ دوراً كبيراً في التوطن والتوسع في البلدة حيث أن مناخها معتدل ويمكن التلاؤم معه بسرعة.
1-2 مصادر المياه:
تعتمد البلدة في مياهها بشكل رئيسي على مياه الآبار الارتوازية ولا يوجد أية مياه سطحية ولكن مشروع نهر الفرات أصبح قريبا من البلدة.
1-3 العامل التضاريسي:
تقع البلدة على هضبة قليلة الارتفاع وأراضيها زراعية حمراء خصبة وتحيط فيها السهول من كل الجهات.
2. العوامل البشرية المؤثرة في نشوء المكان:
2-1 الصناعة:
«لقد قال الدكتور علي أبو عساف أن تفتناز كانت مدرسة للنحت وصناعة الفخار حيث شاهد وبأم عينه وإلى الشمال الغربي من المقبرة في البلدة بعض لأواني الفخارية أثناء حفر قبر لمتوفى وعلى عمق متر واحد فقط وأضاف أن صناعتها كانت دقيقة وهذه الشهرة الصناعية أسهمت في زيادة التوسع العمراني وزيادة حجم هذا المركز العمراني».
2-2 التجارة:
يتوفر في البلدة جميع احتياجات السكان الأساسية من السلع وتقام فيها أسبوعياً وتحديداً يوم الخميس البازار ويشهد هذا اليوم من الأسبوع حركة تجارية هامة وهذا ما أدى إلى انتشار المنشآت العمرانية والمحلات التجارية في ساحة البازار وزيادة كثافة الأبنية العمرانية في تلك المنطقة.
2-3 الزراعة:
تبلغ مساحة الأراضي الزراعية 2447 هكتار وقد كانت الأراضي الزراعية في البلدة شيوع فكل شخص كان يملك عدداً من الأسهم في مقاسم معينة وكان جزء كبير من إنتاج هذه الأراضي يذهب هدراً فرأت الدولة في عام 1975م ضرورة تجميع هذه الأراضي وتقسيمها على السكان كل على حسب ملكيته وقد قسمت الأراضي الزراعية إلى عدة مقاسم لكل منها اسم وثمن يختلف عن الأخرى حسب خصوبتها وهذه التقسيمات هي:(( أرض تيزر ـ سد الغزال ـ الجويزرات ـ قسيمات البور ـ رابة صغار ـ المنقع ـ السبعة ـ الثمانية ـ الأربيخ ـ العظامة ـ أرض معارة ـ الصييور (اليمة) ـ الستات ـ الطاقين ـ أرض أوبية ـ الجوينية ـ العرقوب ـ الرميدات ـ المشرقة ـ سد البير ـ سد مقيديم ـ درب إدلب ـ الفتيحات ـ سد بريج ـ الجورة ـ الفاقور ـ التيان ـ رابة شرايح ـ المغربات ـ أرض الصواغية ـ الدقيقات ـ البحصاصة )) .
وتم جمع ملكية كل فرد في كل المقاسم وتم تجميعها في مقسم واحد وبذلك زاد الإنتاج وزالت المشاكل بين الفلاحين وتم تقطيع الأراضي بشكل شطرنجي يساعد على الوصول إلى كل أرض في البلدة وزالت الطرق المائلة التي كانت تحدد جميع الأراضي بموجبها وساعد هذا التقسيم على حفر الآبار وأصبحت الأراضي تزرع مروية بعد أن كانت تزرع بعلاً وبلغت مساحة الأراضي المروية عام 2000م 803 هكتار.
وهذا الجدول يبين مساحة الأراضي الزراعية المروية والبعلية و المشجرة بين عامي(2000 ـ 2006 ) م:
نوع الزراعة	2000/هكتار	2006/هكتار
مروية 803 831
بعلية 1576 1547
مشجرة 69 70
وهذا الجدول يبين عدد الآبار والآلات الزراعية الموجودة في البلدة:
النوع	الآبار	حصادات	جرارات	مرشات يدوية	مرشات آلية
العدد 145 6	120 16 6
و أما بالنسبة للحيوانات فهذا الجدول يوضح أعدادها بين عامي 2000 و 2005 م:
النوع	العدد عام 2000	العدد عام 2005
أبقار 124 	176
أغنام 740 382
ماعز 478 556
وخلايا النحل تصنف إلى قديمة وحديثة ففي عام 2005 بلغ عدد الخلايا القديمة 1240 والحديثة 190 خلية.
وبالنسبة للأشجار المثمرة فهي الزيتون والدراق. وبلغ عدد أشجار الزيتون عام 2006م
( 7386 )شجرة منها( 6686 )شجرة مثمرة و(700 )شجرة غير مثمرة.
والجدول الآتي يوضح أهم المحاصيل الزراعية في البلدة ومساحتها:
النوع المساحة بالهكتار	كمية إنتاج(طن)	إنتاج الهكتار(طن)
```
2000 - 2006 2000- 2006	2000- 2006
```

قمح قاسي مروي 467 200 2335 800 5	4
قمح قاسي بعل 805 290 1610 435 2 	1.5
قمح طري مروي ـ 340 ـ 1510 ـ	4.5
قمح طري بعل ـ 490 ـ	980 ـ	2
شعير بعل 50 90 125	180 2.5	2
عدس بعل 350 270	350	216 1	0.8
حمص بعل 240 120 240	84 1	0.7
فول حب مروي 30 15 66	45 2.2	3
فول حب بعل 5 ـ 5	-	1 -
كمون 190 80 143	48	0.75	0.6
بطاطا ربيعية 60 25 	1200	500	20	20
شوندر خريفي 5 3 	350	180	70	60
شوندر ربيعي 21 90 1260	4500	60	50
قطن 135 63 537 	378	4	6
بصل جاف 7 5 140 200	20	40
بندورة مروي 3 3 	90	150	30	50
باذنجان مروي 1 2 30 60	30	30
فليفلة مروي 1 2 15	30	15	15
بطيخ أخضر 8 3 	100 60	13	20
ثوم 7 2 70	40	1	20
حبة سوداء 5 100	14	188	0.8	1.8

## السكان
بلغ عدد سكان البلدة 11685 نسمة عام 2006م وقد وصل في نهاية 2011 تقريباً إلى 14000 نسمة
	الولادات الوفيات	الزواج الطلاق	ذكور	إناث
العدد 475 30 225 10 5858	5827
النسبة % 4 0.2 1.9 0.08 	50.13	49.87
والبلدة تتألف من عدة أحياء وهذه الأحياء أغلب قاطنيها تربطهم أواصر القربى والنسب ولا زالت البلدة تقوم على الروابط الأسرية المتينة
ويمكن أن ترى في العقار الواحد أكثر من عائلة الجد والأبناء و الأحفاد والوضع المالي لهذه الأسر دون المتوسط ومتوسط عدد أفراد الأسرة الواحدة
( 6 ـ 7 ) أفراد معظمهم دون سن 25 سنة ولا نزال نرى الشباب يقطنون في بيت العائلة بعد الزواج وبعد فترة نجد الشاب ينفصل ويعيش في بيت
مستقل وبعض الشباب يسعون لتأمين المسكن قبل الزواج وهذا ما ساعد على انتشار العمران في البلدة.
والتركيب العمري للسكان هو كما يلي:
(من 1-15 سنة 30%)(من 15 -65 سنة 50%)(من 65فما فوق 20%) ونسبة المشتغلين بالزراعة 30% وبالصناعة 20% وبالتجارة 20% والباقي يتوزعون على كافة الاختصاصات.

## الناحية العمرانية بالناحية
كان العمران في البلدة عبارة عن بيوت من الطين يتألف البيت من عدة غرف من الطين مسقوفة بالأخشاب الذي يوضع فوقه طبقة ترابية سميكة ويفصل بين الأخشاب البلان وكانت الغرفة مجزأة إلى عدة أجزاء فالموقدة توضع في إحدى زوايا الغرفة بجانبها أدوات المطبخ والحمام قرب الغرفة التي تسمى العتابة وتفرش الغرفة بشيء من الحصر والبسط ومن النادر ما تفرش بالسجاد. وفي كل بيت كان يبنى بناء للدواب يسمى الإسطبل توضع فيه الحيوانات والتبن الذي يشكل المادة العلفية الأساسية وكان التنور أحد أجزاء البيت الأساسية حيث كان يتم صنع الخبز فيه من الدقيق الصافي وهذا الخبز يتحسر عليه الذين عاشوا في تلك الفترة لأنه أصبح قليلاً جداّ.
كما كانت توجد داخل البيت غرفة تسمى الكوارة مبنية من الطين والتبن لوضع القمح فيها وهذه الغرفة تحافظ على سلامة الحبوب بداخلها لأن جدرانها من الطين والآن لم يبق من هذه البيوت إلا ما يعد على الأصابع.
وبعد تطور المجتمع وارتفاع مستوى المعيشة أصبح يستخدم في البناء المواد الحجرية والبلوك والأسمنت ثم بدأنا نرى البناء بالرخام والسيراميك.
في عام 1970 م قام مجلس بلدة تفتناز بالتعاون مع وزارة الشؤون البلدية والقروية آنذاك بإعداد مخطط تنظيمي للبلدة القديمة والتوسع بالبلدة ولقد حدد في هذا المخطط المناطق السكنية والفعاليات الأساسية لخدمة السكان القاطنين ضمن البلدة القديمة والمنطقة التوسعية وتم تحديد التوسع على ضوء الزيادة الطبيعية لعدد السكان وتم عرض المخطط التنظيمي وتوسيعه باتجاه الأراضي الزراعية وأصبح لدى مجلس بلدة تفتناز سكن أول.

## الناحية التعليمية في البلدة
والجدول التالي يبين أعداد المدارس ونوعها ونوع الطلاب وعدد الذكر والإناث فيها:
أعداد المدارس ونوعها ونوع الطلاب وعدد الذكر والإناث جدول رقم (6)
المدرسة	نوعها عدد الذكور	عدد الإناث	عدد الطلاب	طوابق
ثانوية تفتناز ثانوية	147	123 270 2
حافظ بيازيد تعليم أساسي	170	151 321 2
محي الدين غانم تعليم أساسي	167	518 685 2
درويش العلي تعليم أساسي	430	129 559 2
إبراهيم غنيم تعليم أساسي	271	326 597 2

## الخدمات الصحية
بالنسبة للخدمات الصحية فيوجد تسعة أطباء وثلاث صيدليات في البلدة ويوجد أيضا مركز صحي وهذا الجدول يبين أعداد الأطباء والممرضين ونوع العمران في المركز الصحي:
```
أطباء	ممرضين	أسرّة	طوابق
```

المستوصف	2 10 2 1

## المياه والكهرباء وباقي الخدمات
و تم تنفيذ شبكة مياه من اترنيت عام 1975 وتم استبدالها بشبكة حديد مزئبق عام 2000م وفي عام م2004 دخلت شبكة المياه الحديثة من البولتلين وتم استبدال القسم الأكبر من الشبكة بطول 11 كم وباقي 6 كم قيد الإنجاز ويتم تغذية البلدة بآبار ارتوازية عددها 5 عائدة للمؤسسة العامة للمياه في محافظة إدلب ويوجد بيارة مع مضخات أفقية تقوم على دعم الخزان«* و» بدأت الشركة العامة للكهرباء بتنفيذ مشروعات توتر منخفض هوائية في البلدة عام 1963 بشكل نظامي وبما يلبي طلبات المشتركين وبلغ عدد مراكز التحويل ( 5 ) مراكز باستطاعات (400) كيلو واط ساعي فاز 630 و الجدول التالي يبين عدد المشتركين ومعدل استهلاك الشخص الواحد من المياه والكهرباء:
المشروع	عدد المشتركين	معدل استهلاك الشخص الواحد
كهرباء 1680	40 كيلو واط في الساعة
مياه 1400	20 م
ويوجد في البلدة شبكة صرف صحي من جميع الأقطار حيث تصل نسبة تخديم البلدة بالصرف الصحي حوالي 85% .
و أمابالنسبة للهاتف فقد بلغ عدد المشتركين في شبكة الهاتف الأرضي 1308 مشترك بمعدل هاتف لكل تسعة أشخاص وأما عن خطة مؤسسة الاتصال المستقبلية فهي إدخال 1000 رقم في خطة عام 2007م و توسيع شبكة الهاتف الأرضي وتحويلها إلى أرضية.
ويتراوح عرض الشوارع في البلدة بين 6 ــ 16 م معبدة ولكن غير مرصوفة حيث تكون نسبة الطرق المعبدة 55% ويتم صرف مبلغ حوالي 300 ألف ليرة سورية من أجل الإنارة ويوجد جرارين اثنين لترحيل القمامة يومياً وبلغ مساحة المخطط التنظيمي 150 هكتار.

## النقل
ظلت البلدة وحتى وقت قريب عقدة مواصلات برية مهمة حيث كان يمر فيها طريق حلب دمشق القديم الذي ساهم في ازدهار هذه المنطقة والتوسع العمراني على جانبي هذا الطريق وكان يوجد فيها سكة قطار ولكن تم إلغاؤها.
يوجد خط ادلب تفتناز لنقل الركاب إلى مدينة ادلب يتألف من 4 سرافيس
و5 باصات وتقع البلدة على خط ادلب حلب القديم يستطيع الركاب الوصول إلى حلب وادلب بواسطة سرافيس ادلب حلب. كما أن السفر إلى المدن الأخرى حماة حمص دمشق متوفر عبر البولمانات التي تمر بالبلدة.